# Нелленбурги
Нелленбург (нем. Grafen von Nellenburg) — графский род, происходивший из региона южной Германии и северной Швейцарии и пресёкшийся в мужском колене около 1100 года.

## История
Нелленбурги — с большой доли вероятности, потомки Эберхардингов, графов Цюрихгау и Тургау, фогтов монастыря Айнзидельн. В начале XI века они перенесли центр своих владений на верхний Рейн и в Хегау, основав в 1049 году аббатство Всех святых в Шафхаузене и примерно в это же время замок Нелленбург, имя которого (самое позднее в 1096 году) перешло на весь род.
Со смертью Буркхарда III в 1105 году, потерявшего в ходе борьбы за инвеституру родовой замок, старшая линия Нелленбургов прервалась, и наследство было поделено между его племянником графом Дитрихом фон Бюргленом (нем. Dietrich von Bürglen), основавшим второй Нелленбургский дом, и графом Адальбертом фон Мёрзбергом (нем. Adalbert von Mörsberg), женатым на Матильде фон Нелленбург (через дочь которых Нелленбурги были связаны с родом Шпонхайм).
В 1170 году пресеклась и линия фон Бюрглен, вследствие чего Нелленбург — посредством брачного союза — перешёл к графу Мангольду фон Ферингену (нем. Mangold von Veringen), перенявшему, кроме прочего фамильный герб Нелленбургов (с изменением цвета оленьих рогов с голубого на красный). Его одноимённый сын основал в 1216 году третий Нелленбургский дом. Примерно в это же время, в первой половине XIII века было основано ландграфство Нелленбург, объединившее владение Нелленбург со старым графством Хегау.
В 1422 году нелленбургская линия дома Феринген угасла, после чего ландграфство унаследовал дворянский род фон Тенген, продавший его в 1465 году Габсбургам, вследствие чего ландграфство Нелленбург стало частью Передней Австрии.

## Известные представители рода
- Эберхард VI фон Нелленбург Блаженный (ок. 1015 — ок. 1080) — строитель замка Нелленбург. Поэтому часто упоминается также как Эберхард I фон Нелленбург. Родственник папы римского Льва IX. Основатель монастыря Всех святых в Шафхаузене.
- Удо фон Нелленбург (ок. 1030—1078) — архиепископ Трира в 1067—1077 годах.
- Эккехард II фон Нелленбург (ок. 1035—1088) — аббат монастыря Райхенау в 1071—1088 годах.
- Кристоф фон Нелленбург-Тенген (†1539), многократно упоминаемый в Хронике графов фон Циммерн.

## Нелленбурги и герб Вюртемберга

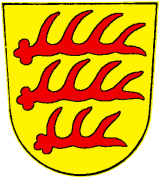
Герб графов фон Феринген

Герб графов фон Вюртемберг (с 1240 г.)

Интересно, что когда в 1195 году граф Хартман фон Вюртемберг женился на Агате, дочери младшего сына Мангольда фон Феригена, это не только принесло Вюртембергу владения на Дунае, и основание побочной линии Вюртембергского дома, Грюнинген-Ландау (нем. Grüningen-Landau), но также и используемый поныне герб с тремя оленьими рогами.
Графы Грюнинген-Ландау, желая, видимо, подчеркнуть свою преемственность с влиятельными в Швабии ландграфами, с одной стороны, и свои принципиальные претензии на Нелленбург — с другой, взамен фамильного герба графов Вюртемберг с тремя башнями переняли герб Ферингенов (красные оленьи рога на золотом фоне), который, в свою очередь, был вариантом герба графов фон Нелленбург (голубого цвета рога на золотом фоне).
С 1240 году новый герб с тремя чёрными оленьими рогами на золотом фоне принял и внук Хартмана I, граф Ульрих Основатель — родоначальник основной линии Вюртембергского дома.